# The MUSSEL project

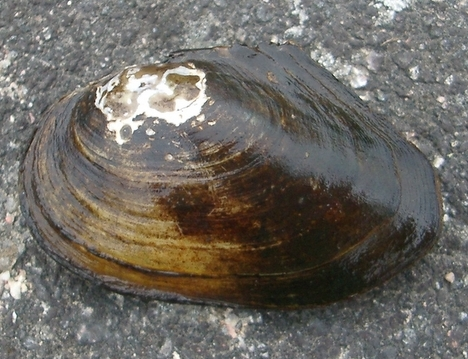
Anodonta anatina

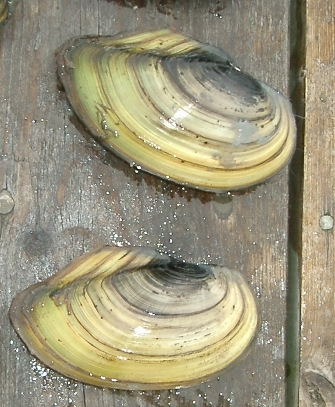
Anodonta cygnea

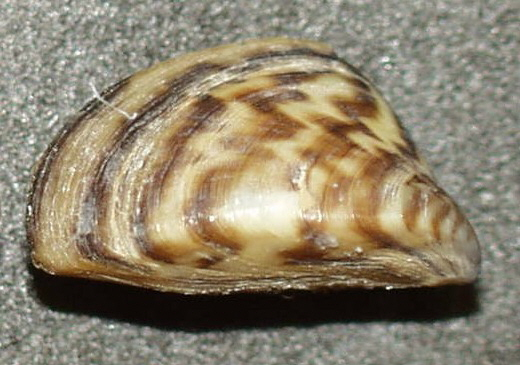
Dreissena polymorpha

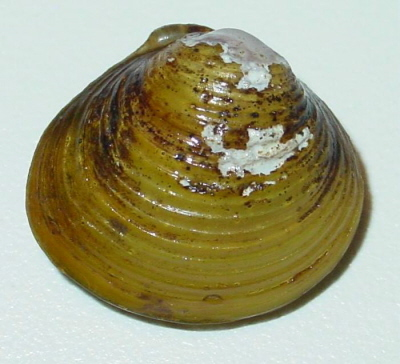
Corbicula fluminea

Le MUSSEL project (le « projet moules », MUSSELp en abrégé) est un projet scientifique, initié en 2003, consacré aux moules d'eau douce. 

## Le projet
Consacré aux moules d'eau douce, (ordre des Unionoida), le projet vise à améliorer la synthèse globale et la révision de leur classification taxonomique. Pour ce faire, les chercheurs principalement impliqués dans le projet, Daniel L. Graf et Kevin S. Cummings, développent et maintiennent une base de données en libre accès aussi exhaustive que possible consacrée à Unionoida et à d'autres bivalves d'eau douce et d'eau saumâtre comme les Veneroida. Le projet est financé par The National Science Foundation.

## La base de données
La base de données est librement accessible via le site du projet.
Elle permet à l'aide d'un moteur de recherche d'accéder à la liste des espèces d'un genre donné ou directement à l'espèce recherchée.
Pour chaque espèce, la base de données fournit sa distribution géographique, son inscription éventuelle sur la liste rouge des espèces menacées, l'existence d'un séquençage de nucléotide, la liste des synonymes de cette espèce et dans certains cas des photographies issues de divers collections ou des reproductions d'illustrations de la littérature.
Cette base de données est citée dans des articles scientifiques traitant de l'étude d'Unionoida,,ou y faisant référence.
Il est à noter que la base de données ne constitue pas le seul vecteur de diffusion des résultats des recherches obtenus au travers du projet qui font également l'objet de publications dans des revues scientifiques,,,.

### Dénomination et liste de synonymes
Pour chaque dénomination d'espèce ou de synonyme, le choix retenu (nom scientifique accepté ou synonyme) est étayé par une liste historique de références scientifiques (qui comporte en général des références récentes de révision). Pour chaque nom accepté, une liste des synonymes est fournie lorsqu'elle existe.

### Photographies et illustrations
Les photographies présentées pour décrire les espèces et synonymes, parmi lesquelles nombre d'holotypes, sont empruntées aux collections de plusieurs muséums d'histoire naturelle (qui en garde le copyright) parmi lesquels : 
- Academy of Natural Sciences, Philadelphie, États-Unis (ANSP)
- Illinois Natural History Survey, Champaign, États-Unis (INHS)
- University of Michigan Museum of Zoology, Ann Arbor, États-Unis (UMMZ)
- Museum of Comparative Zoology, Cambridge, États-Unis (MCZ)
- National Museum of Natural History, Washington, États-Unis (USNM)
- Carnegie Museum of Natural History, Pittsburgh, États-Unis (CM)
- Delaware Museum of Natural History, Wilmington, États-Unis (DMNH)
- American Museum of Natural History, New York, États-Unis (AMNH)
- Field Museum of Natural History, Chicago, États-Unis (FMNH)
- Santa Barbara Museum of Natural History, Santa Barbara, États-Unis (SBMNH)
- Natural History Museum, Londres, Royaume-Uni (BMNH)
- Australian Museum, Sydney, Australie (AMS)
- Museum für Naturkunde, Berlin, Allemagne (ZMB)
- Senckenberg Museum, Francfort, Allemagne (SMF)
- Muséum national d'histoire naturelle, Paris, France (MNHN)
- Royal Museum for Central Africa, Tervuren, Belgique (MRAC)
- Royal Belgian Institute of Natural Sciences, Bruxelles, Belgique (IRSNB)

## Liens Externes
- Site du projet